# New Power Party
New Power Party (NPP) (Nederlands: Nieuwe Kracht Partij) is een Taiwanese politieke partij. De partij werd opgericht in 2015. De partij is sterk progressief en draagt waarden als jeugdpolitiek hoog in het vaandel. Daarnaast wordt gefocust op de Taiwanese identiteit.

## Geschiedenis
In de tweede helft van 2013 begonnen Huang Kuo-chang en vrienden de mogelijkheid te bespreken om een politieke partij op te richten. Het doel was om de meerderheid van de Kuomintang te breken bij de parlementsverkiezingen van 2016 en men hoopte een platform te bieden voor de jongere generatie om deel te nemen aan de politiek. In maart 2014 brak protest van de "Sunflower Student Movement" uit, wat een grote impact had op de daaropvolgende politieke situatie en sociale sfeer.  Nadat dit protest was beëindigd, waren de belangrijkste deelnemers van mening dat ze het politieke toneel moesten betreden om hun mening te ventileren. Op 25 januari 2015 werd op initiatief van Chiu Hsien-chih en anderen de openingsvergadering van de nieuwe partij gehouden, waarbij het "Party Building Project Team" en de "100.000 Party Building Project " werden gelanceerd. Op 13 september werd de NPP, een politieke partij van de sociale beweging bestaande uit wetenschappers en sociale activisten, formeel aangekondigd. Huang Kuo-chang was de eerste voorzitter van de NPP.
Bij de Taiwanese parlementsverkiezingen van 2016, de eerste die door de partij werd betwist, won de NPP vijf zetels in de Wetgevende Yuan, waarmee het de op twee na grootste partij in de negende Wetgevende Yuan werd.  Drie van de kandidaten kregen zetels in de kiesdistricten en twee werden gekozen via de partijlijst. Freddy Lim en Hung Tzu-yung verlieten de partij in augustus 2019, hoewel beiden lid bleven van de negende Wetgevende Yuan en ervoor kozen zich aan te sluiten bij de DPP.  Diezelfde maand werd NPP-parlementslid Kawlo Iyun Pacidal uit de partij geschorst. Kawlo werd in september 2019 vervangen door Jang Show-ling.
Bij de Taiwanese parlementsverkiezingen van 2020 won de NPP drie partijlijstzetels. De partij koos Chen Jiau-hua, Chiu Hsien-chih en Claire Wang als parlementsleden voor de tiende Wetgevende Yuan.
Bij de Taiwanese parlementsverkiezing van 2024 verloor de partij al zijn zetels. De partij kreeg in totaal rond de 350.000 stemmen goed voor 2,57 van alle stemmen.